# Felslabor Grimsel

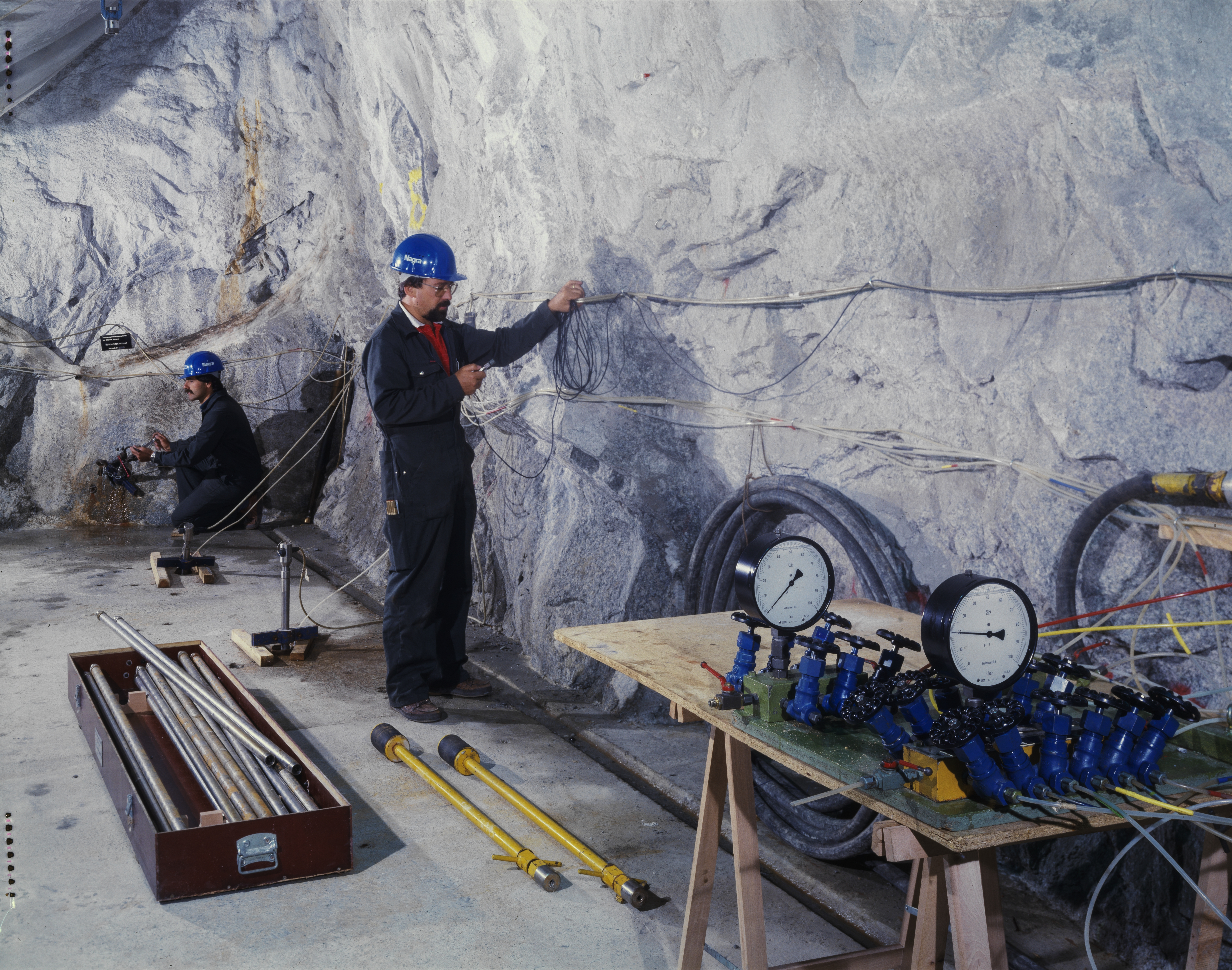
Felslabor Grimsel

Das Felslabor Grimsel (französisch laboratoire souterrain du Grimsel, italienisch laboratorio sotterraneo di Grimsel, englisch Grimsel test site) ist ein unterirdisches Labor auf dem Grimselpass.
Das 1984 eröffnete Labor dient der Erforschung der Endlagerung radioaktiver Abfälle. Es wird von der Nagra betrieben und liegt unter dem Juchlistock, auf dem Gebiet der Gemeinde Guttannen. Der Zugang erfolgt durch einen Stollen der Kraftwerke Oberhasli.